# 田家英
田家英（1922年1月4日—1966年5月23日），原名曾正昌，笔名田家英，斋名小莽苍苍斋，中国四川省成都市人，毛泽东主要秘书之一。

## 生平

### 早年學習
田家英3岁丧父，9岁丧母，11岁因为家贫被迫輟學，在哥嫂的成都藥鋪當學徒，田家英从小喜欢读书，辍学之后，依仗一本字典，通读了《资治通鉴》、《史记》和许多中国古典文学著作，并且在床头书写了一副对联：“走遍天下路，读尽世上书”。
1935年，13岁的田家英，就在报刊杂志坚持不断地发表诗歌和文章，在四川被誉为“神童”。

### 入中共
田家英在中学时参加了抗日救亡运动，其間開始接近中國共產黨，並開始以「田家英」為筆名發表文章。还参加了共产党员领导的抗日救亡团体“海燕社”，且因此而被学校开除。
1938年赴延安入陝北公學學習，同年畢業後任中共陝北公學總支秘書、歷史教員，並加入中國共產黨。次年進入延安馬列學院學習，1939年畢業後留在馬列學院中國問題研究所工作。
1941年，田家英被選入中共中央政治研究室，後又調往中共中央宣傳部，負責編寫小學課本。
1946年，田家英被毛澤東看中，聘為其子毛岸英的家庭教師。
1948年，田家英在胡喬木的推薦下成為毛澤東的日常秘書。
1954年被任命為中共中央辦公廳副主任，負責秘書室的工作。
田家英參與了許多重要文獻的編輯，如《毛澤東選集》一到四卷的編輯工作，主要負責註釋的撰寫。並參與中華人民共和國憲法、毛澤東詩詞等編寫工作，並主筆草擬中共八大上毛澤東的開幕詞等。

### 被迫害
据田家英的同事、朋友，毛泽东的另一位秘书李锐回忆，田家英在1959年庐山会议时期已对“主公”（田家英私下对毛泽东的称呼）有所不满，准备在将来离开中南海时向毛泽东讲述三条意见：“一是能治天下，不能治左右；二是不要百年之后有人来议论；三是听不得批评，别人不能进言。”他还写了一幅针对毛泽东的对联：隐身免留千载笑，成书还待十年闲。
60年代初，毛澤東派田家英組織一個調查組，到湖南調查，了解「农村人民公社工作条例」的執行情況和問題。田家英的報告质疑亩产万斤不可能，支持包產到戶，批評大躍進，引起毛澤東不滿，田家英同毛澤東之間的關係出現裂痕。
1965年年底，田家英在為毛澤東做會議紀要時刪去毛批判《海瑞罷官》一劇的意見，被批判。
1966年5月，田家英被列入彭真、羅瑞卿、陸定一、楊尚昆一黨，遭到迫害。5月22日，田家英被勒令停職反省，罪名為「一貫右傾」、「篡改毛澤東著作」，工作由戚本禹接替。23日上午，田家英自缢於中南海永福堂。

### 平反
1980年3月28日，中共中央宣佈為田家英平反，在當天下午於北京八宝山革命公墓礼堂举行追悼會，由姚依林主持，邓力群致悼词，各機關幹部和群眾代表共五百多人出席。

## 著作
- 《田家英文集》湖南人民出版社 1987
- 《田家英谈毛泽东》力平， 四川人民出版社 1991
- 《田家英谈毛泽东思想》力平、王仲清、梁进珍， 四川人民出版社 1991
- 《田家英和合调查文献资料》嘉善县委组织部 2019

## 死亡争议
2002年有报道，声称田家英不是自杀。但是报道引用的四份据说是中南海秘密档案的内容，对田家英的死有三种不同的说法：一说是田家英开枪自杀，二说是内卫失控开枪打死田家英，三说是汪东兴暗示内卫开枪。几份档案共同的说法是，田家英死于枪杀而不是自缢，并且与汪东兴的谈话有关。曾是中央文革小组一员，后被毛泽东抛弃的戚本禹在香港《明报月刊》2002年12月号发表《田家英之死——一宗至今未了的历史要案》一文，指出田家英是见毛泽东年老欲投靠刘少奇，又不愿意像汪东兴一样低头认错，“不愿向主席说真话，承认错误，而是寻了短见。”

## 「小莽蒼蒼齋」收藏
田家英的書齋名「小莽蒼蒼齋」，命名是因為田家英對「戊戌六君子」之一譚嗣同非常敬仰，特借用譚氏書齋名「莽蒼蒼齋」為名。田家英一生喜好書法，他收集了相當數量的清代文化名人的墨跡，作為研究清史的史料。
九十年代初，田家英遺孀董邊與女兒曾立、曾自，將一百多幅田家英收藏的清代學者書法捐贈給了中國國家博物館。2002年，田家英女婿陳烈出版《田家英与小莽苍苍斋》一書，介紹了田家英的收藏。2011年10月27日起，中國國家博物館舉行《小莽蒼蒼齋藏清代學者法書展》。